# Empatec
Empatec is een sociaal werkleerbedrijf in de provincie Friesland. Het bedrijf heeft als doel om mensen met een grotere uitdaging op de arbeidsmarkt perspectief op werk en ontwikkeling te bieden. Empatec is actief in diverse sectoren, waaronder metaalbewerking, houtbewerking, montage, schilderwerk en groenvoorziening. Daarnaast beschikt de organisatie over een re-integratieonderdeel, Pastiel, dat mensen ondersteunt bij het vinden van passend werk.

## Geschiedenis
Empatec vindt zijn oorsprong in 1948 en is voortgekomen uit regionale initiatieven om werkgelegenheid te creëren voor mensen met een arbeidsbeperking. In de loop der jaren is de organisatie onder verschillende namen actief geweest, waaronder Finkenburg en vanaf 1982 Waghenbrugghe in Sneek. Sinds 2002 opereert het bedrijf onder de naam Empatec.
De organisatie ontwikkelde zich mee met landelijke wetgeving, waaronder de Wet sociale werkvoorziening (WSW) en later de Participatiewet. Waar het oorspronkelijk ging om beschut werk, richt Empatec zich tegenwoordig ook op het opleiden, begeleiden en detacheren van mensen naar regulier werk.

## Organisatie en structuur
Empatec maakt onderdeel uit van een gemeenschappelijke regeling waarin de gemeenten Súdwest-Fryslân, Waadhoeke, De Fryske Marren en Harlingen participeren. De organisatie vervult binnen deze samenwerking een publieke taak op het gebied van arbeidsparticipatie en uitvoering van sociale wetgeving.
Binnen Empatec is ook Pastiel actief, het re-integratieonderdeel dat zich specifiek richt op arbeidsbemiddeling, begeleiding en jobcoaching voor mensen met een afstand tot de arbeidsmarkt.

## Doelstelling
De maatschappelijke doelstelling van Empatec is het bevorderen van sociale inclusie door middel van werk. De organisatie wil mensen voor wie reguliere arbeid (nog) niet haalbaar is, een betekenisvolle werkplek en ontwikkelingskansen bieden. Dit gebeurt binnen een beschermde omgeving of via trajecten richting zelfstandig werk.
Empatec positioneert zich als een partner voor gemeenten, werkgevers, ondernemers en maatschappelijke organisaties. Het draagt actief bij aan een inclusieve en circulaire samenleving en is ambassadeur voor sociale inclusie binnen het thema duurzaamheid. 

## Werkvelden en dienstverlening
Empatec is actief met meerdere bedrijfsonderdelen, waaronder:
- Metaalbewerking: seriematige productie, lassen, CNC-werk en assemblage
- Houtbewerking: vervaardiging van houten onderdelen en producten
- Montage: handmatige en technische montagewerkzaamheden voor industriële klanten
- Verpakken: handmatige en machinale verpakking van food- en non-food producten
- Schilderwerk: renovatie- en onderhoudswerk voor woningcorporaties en gemeenten
- Groenvoorziening: aanleg en onderhoud van openbaar groen en tuinen
- Wurkjouwer en Groeituin: activatie van kandidaten

Deze werkzaamheden vinden plaats in eigen werkplaatsen, op locatie bij opdrachtgevers of via detachering van medewerkers